# Округ Отеро (Њу Мексико)
Округ Отеро (енгл. Otero County) је округ у америчкој савезној држави Њу Мексико.

## Демографија
По попису из 2010. године број становника је 63.797, што је 1.499 (2,4%) становника више него 2000. године.
| Група             | 2000.          | 2010.          |
| Белци             | 34.728 (55,7%) | 33.716 (52,8%) |
| Афроамериканци    | 2.440 (3,9%)   | 2.251 (3,5%)   |
| Азијати           | 728 (1,2%)     | 749 (1,2%)     |
| Хиспаноамериканци | 20.033 (32,2%) | 22.026 (34,5%) |
| Укупно            | 62.298         | 63.797         |